# Dying for the World
Dying for the World – album amerykańskiego zespołu heavymetalowego W.A.S.P., który został wydany 11 lipca 2002 roku.

## Lista utworów
- Autorem wszystkich utworów jest Blackie Lawless

1. „Shadow Man” - 5:34
2. „My Wicked Heart” - 5:38
3. „Black Bone Torso” - 2:15
4. „Hell for Eternity” - 4:38
5. „Hallowed Ground” - 5:54
6. „Revengeance” - 5:20
7. „Trail of Tears” - 5:50
8. „Stone Cold Killers” - 4:56
9. „Rubber Man” - 4:25
10. „Hallowed Ground” (Take #5 Acoustic) - 6:08

## Wykonawcy
- Blackie Lawless – śpiew, gitara elektryczna, keyboard
- Darrell Roberts – gitara elektryczna
- Mike Duda – gitara basowa
- Frankie Banali – perkusja